# Волков, Владимир Дмитриевич
Влади́мир Дми́триевич Во́лков (род. 7 сентября 1954, д. Красная Подгора, Краснослободский район, Мордовская АССР, РСФСР, СССР) — российский государственный и политический деятель. Глава Республики Мордовия (14 мая 2012 — 18 ноября 2020). Председатель Правительства Республики Мордовия (1995—2012).

## Биография
Владимир Волков родился 7 сентября 1954 года в селе Новое Аракчеево Краснослободского района Мордовской АССР. По национальности наполовину русский, наполовину мокша.

### Образование
Школа д. Лепченка (1—4 классы).
Школа с. Русское Маскино (5—8 классы).
Школа № 1 г. Краснослободск (9, 10 классы).
1976 год — окончил факультет электронной техники Мордовского государственного университета имени Н. П. Огарёва, специальность «инженер электронной техники».
1988 год — окончил строительный факультет Мордовского государственного университета имени Н. П. Огарева, специальность «инженер-строитель».

### Трудовая деятельность

#### В ВЛКСМ и КПСС
Вся дальнейшая карьера Владимира Волкова, вплоть до 1991 года, связана с комсомольской и партийной работой.
1977—1979 гг. — секретарь комитета ВЛКСМ Мордовского государственного университета им. Н. П. Огарёва.
1979 год — командир областного студенческого отряда Мордовского обкома ВЛКСМ.
1983—1986 гг. — первый секретарь Саранского горкома ВЛКСМ.
1986—1988 гг. — заведующий промышленно-транспортным отделом Саранского горкома КПСС.
1988—1990 гг. — первый секретарь Пролетарского райкома КПСС города Саранска.

#### В руководстве Республики Мордовия
1990—1995 гг.— председатель постоянной Комиссии Верховного Совета Республики Мордовия по вопросам капитального строительства, промышленности и строительных материалов.
C начала 1995 года — заместитель Председателя Государственного Собрания Республики Мордовия (председателем в то же время был назначен Н. И. Меркушкин).
В октябре 1995 — мае 2012 гг. — председатель Правительства Республики Мордовия.

#### Глава Республики Мордовия
10 мая 2012 года после отставки главы республики Николая Меркушкина (переведённого на работу в Самарскую область), указом Президента России Владимира Путина, назначен исполняющим обязанностей главы Республики Мордовия.
В своём первом интервью на посту исполняющего обязанности руководителя региона, Владимир Волков заявил о своём желании продолжить курс на дальнейшее развитие республики:

Курс на дальнейшее развитие республики будет продолжен. Сегодня в Мордовии отлажен механизм работы, выстроена система управления, которая четко функционирует. Когда уходит успешный руководитель все это создавший, это большая потеря, но нам предстоит продолжить эту работу. Мне хорошо известны те проблемы, которые нужно решать, поэтому будем над ними работать. Что касается основных задач, то они уже были намечены и в экономике, и в социальной сфере, и в тех вопросах, которые связаны с укреплением имиджа Мордовии в мире и в России.— Интервью В.Д.Волкова с официального сайта Республики Мордовии
12 мая 2012 года Президент России Владимир Путин внёс кандидатуру Владимира Волкова на пост Главы Республики Мордовия на рассмотрение в Государственное Собрание Республики Мордовия.
14 мая 2012 года Государственное Собрание Республики Мордовия утвердило Владимира Волкова на посту Главы Республики Мордовия.
С 28 июля 2012 по 22 февраля 2013 — член президиума Государственного совета Российской Федерации.
12 апреля 2017 года подал заявление о досрочном сложении полномочий. В тот же день назначен указом Президента России Владимира Путина временно исполняющим обязанности Главы Республики Мордовия до вступления в должность лица, избранного Главой Республики Мордовия.
15 сентября 2017 года решением Центральной избирательной комиссии Республики Мордовия признан избранным на должность Главы Республики Мордовия, получив 89,19 % голосов избирателей, принявших участие в голосовании.
19 сентября 2017 года на заседании пятнадцатой сессии Государственного Собрания Республики Мордовия шестого созыва принес присягу на верность народу, Конституции Российской Федерации, Конституции Республики Мордовия и вступил в должность Главы Республики Мордовия.
18 ноября 2020 года подал в отставку.

#### Иное
Входит в состав Государственного совета РФ.
Член совета Ассоциации инновационных регионов России.
Председатель попечительского совета Мордовского регионального отделения Всероссийской общественной организации «Русское географическое общество».
Входит в Высший совет Всероссийской политической партии «Единая Россия».
Любит кино. Любимый фильм — «Белое солнце пустыни». Увлекается футболом.

## Награды
- Орден «За заслуги перед Отечеством» IV степени (2011)[16]
- Орден Александра Невского (2017)[17]
- Орден «Знак Почёта» (1976)[уточнить]
- Орден Славы (Мордовия) II и III степени (2009 и 2006 соответственно)
- Орден святого благоверного князя Даниила Московского I степени (2012 год)[18]
- Медаль «25 лет Саранской и Мордовской епархии РПЦ» (14 февраля 2016 года)[19]
- Орден преподобного Сергия Радонежского I степени (2014)
- Благодарность Президента Российской Федерации (2007) — за активное участие в подготовке и проведении Международного фестиваля национальных культур финно-угорских народов[20].

## Семья
- Отец — Дмитрий Алексеевич, колхозник, участник Великой Отечественной войны.
- Супруга — Татьяна Николаевна, окончила факультет иностранных языков Мордовского государственного университета им. Н. П. Огарева.
- Старший сын — Алексей, выпускник Российского экономического университета им. Г. В. Плеханова
- Младший сын — Андрей, окончил МГИМО МИД РФ[21].